# Pero lisima
Pero lisima là một loài bướm đêm trong họ Geometridae.